# Schempp-Hirth Flugzeugbau GmbH

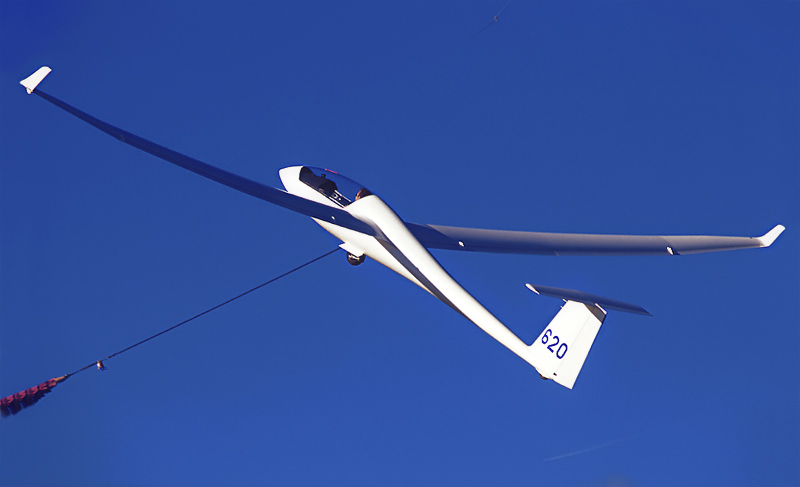
Ventus 2a tijdens de lierstart

Schempp-Hirth Flugzeugbau GmbH is een Duitse fabrikant van zweefvliegtuigen.
De onderneming werd in 1935 door Martin Schempp opgericht onder de naam Sportflugzeugbau Göppingen. In 1938 verhuisde het bedrijf naar Kirchheim/Teck.
De eerste geproduceerde zweefvliegtuigen van deze firma waren:
- Gö-1, Wolf
- Gö-3, Minimoa
- Gö-4, Goevier (tweezitter)

Tegenwoordig komen deze types nog zelden voor, zo zijn er in Nederland 3 GÖ-4 geregistreerd (december 2005). Tijdens de Tweede Wereldoorlog werd de productie op vliegtuigen en toebehoren gericht op de Luftwaffe. Na de oorlog kon, eerst langzaam, de productie gericht worden op zweefvliegtuigen.

## Vliegtuigtypes
- Standard Austria
- SHK

### Cirrus

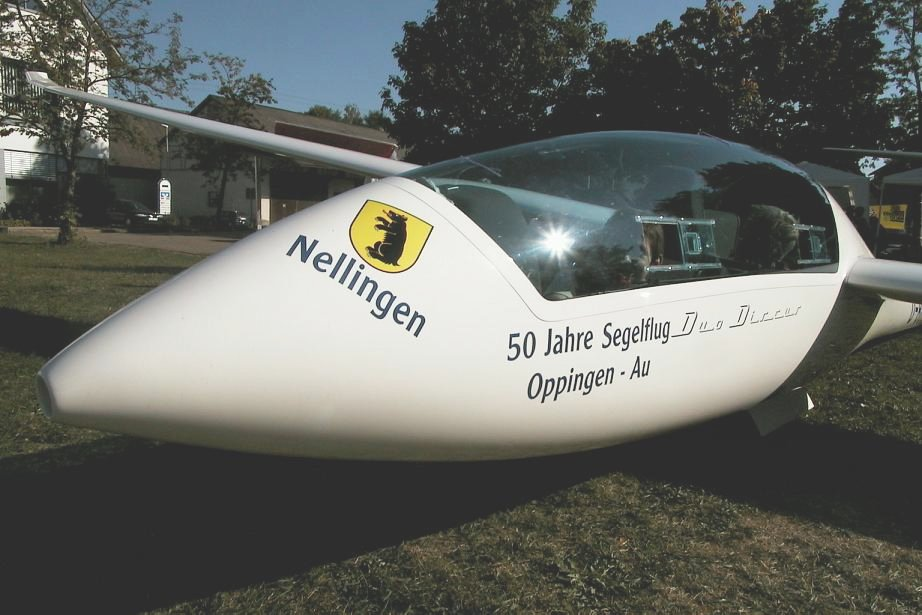
Cockpit van een Duo Discus

- Cirrus open
- Standard Cirrus
- Cirrus 75

### Discus
- Discus
- Discus 2
- Duo Discus (tweezitter)
- Duo Discus X (tweezitter)
- Duo Discus XL (tweezitter)
- Duo Discus XLT (tweezitter)

### Goppingen
- Gö-1, Wolf
- Gö-3, Minimoa
- Gö-4, Goevier (tweezitter)

### Nimbus
- Mini-Nimbus Zweefvliegtuig ontwikkeld begin jaren 70 van de vorig eeuw. De Mini-Nimbus is een 1 zitter en heeft een spanwijdte van 15 meter.
- Nimbus 2 Zweefvliegtuig ontwikkeld in de jaren zeventig van de vorige eeuw. Ook een 1 zitter maar met een spanwijdte van 20.5 meter.De Nimbus 2 is er in 3 versies; 2, 2B en 2C. De Nimbus 2B mocht met een hoger startgewicht vliegen en had een ander hoogteroer, bij de Nimbus 2C is het glasvezel van de composieten hoofdligger vervangen door koolstofvezel. Aan het eind van de productie zijn er 7 Nimbus 2C's uitgerust met een motor die in de lucht te starten is en die sterk genoeg is om naar huis te vliegen, de Nimbus 2C turbo. Ook zijn er 8 gebouwd met een motor die krachtig genoeg was om zelf mee te starten.
- Nimbus 3, 3D, 3DM De Nimbus 3 is een 1 zitter maar de Nimbus 3D is een tweezitter. De Nimbus 3 is ontworpen om te vliegen met 22,9 meter spanwijdte en met 24,5 meter spanwijdte. Later werd het mogelijk om de 24,5 meter vleugel verlenging nog langer te laten maken zodat de totale spanwijdte op 25,5 meter uit kwam. Hierdoor werden de vliegeigenschappen verbeterd. De 1 zitter was te bestellen met een Turbo de Nimbus 3T. Eind jaren 80 van de vorige eeuw heeft een eigenaar in een Nimbus 3 een zelfstartmotor gebouwd, dit vliegtuig vliegt nog steeds. De allereerst gebouwde Nimbus 3 die later om gebouwd is naar de eerste turbo vliegt op dit moment in Nederland. De Nimbus 3D was ook te bestellen met een turbo, de Nimbus 3DT en ook met een zelfstartmotor de Nimbus 3DM.
- Nimbus 4, 4D, 4DM De Nimbus 4 is gebouwd om de Nimbus 3 te verbeteren, de cockpit is anders om het zitcomfort te verbeteren. De vleugel is verbeterd om de prestaties te verbeteren en ook het comfort. De vleugel is ook verlengd naar 26,5 meter spanwijdte. De Nimbus 4D heeft in 2008 de laatste romp aanpassing gehad waardoor het comfort weer verbeterd is. De Nimbus 4 als de Nimbus 4D kunnen kunnen besteld worden met zowel een Turbo als een Zelfstarter.

### Ventus
- Ventus a
- Ventus b
- Ventus c
- Ventus 2a(x)
- Ventus 2b(x)(t)(r)
- Ventus 2c(x)(xa)(xaj)(t)(m)(r)(xt)

### Arcus
De Arcus is een vrij nieuwe tweezitter, die gebaseerd is op de Janus en de Duo Discus. De Arcus heeft bijna dezelfde romp als de Duo Discus, maar heeft vernieuwde vleugels, met flaps. Dit vliegtuig is verkrijgbaar zonder motor, met een elektrische motor, een kleine motor (thuisbrengertje) en met een zelfstart motor.

### Quintus
- De Quintus is het nieuwste vliegtuig van Schempp-Hirth. Het is een eenzitter, met een spanwijdte van 23 meter. De Quintus is alleen verkrijgbaar met een zelfstartmotor.